# Ontstaanscontrole
Ontstaanscontrole is een controle die door een accountant wordt uitgevoerd om zekerheid te verkrijgen omtrent de jaarrekeningpost debiteuren of vorderingen. De accountant stelt op basis van de transacties vast of de vordering in het boekjaar is ontstaan op basis van een verkooporder en de afleverdocumentatie. 
Door vast te stellen dat goederen of diensten zijn geleverd wordt er zekerheid verkregen omtrent het bestaan van een vordering. De beperking aan de ontstaanscontrole is dat de waardering van de vordering onzeker blijft, waardoor er aanvullende werkzaamheden verricht moeten worden door de accountant. Met de afloopcontrole kan aanvullende zekerheid verkregen worden omtrent de waardering van een vordering.